# Dolichovespula lama
Dolichovespula lama (лат.) — вид перепончатокрылых из семейства настоящих ос.

## Распространение
Бутан, Индия (Уттар-Прадеш, Сикким), Китай (Тибетский автономный район). Встречается на высоте от 1235 до 4200 м над уровнем моря.

## Описание
Осы средних размеров. От близких видов отличается следующими признаками: нижнебоковой край переднеспинки не шершавый; глазной синус часто преимущественно желтый; апикальные боковые углы наличника выдаются в треугольный выступ; на переднеспинке имеются дорсальные желтые полосы, на мезоскутеллуме и метанотуме — боковые желтые пятна; на центре наличника пунктировка отсутствует.